# Copa Ecohouse de 2013
Entre as agremiações, estão equipes do Rio Grande do Norte, Ceará, Paraíba, Pernambuco, Bahia e Rio de Janeiro. Essa foi a 1ª edição da Copa Ecohouse.
Patrocinado e presidido pelo CEO da Grupo Ecohouse, Anthony Armstrong Emery (dono do Alecrim), o Alecrim foi o anfitrião da competição, que teve Natal como sede. Os clubes convidados tiveram as despesas de logística e arbitragem pagos pela organização do evento e o campeão foi premiado com R$ 50 mil.

## Primeira Fase

### Grupo A
| Pos. | Equipes      | Pts | J | V | E | D | GP | GC | SG |
| ---- | ------------ | --- | - | - | - | - | -- | -- | -- |
| 1    | Alecrim      | 9   | 3 | 3 | 0 | 0 | 4  | 1  | 3  |
| 2    | CSP          | 4   | 3 | 1 | 1 | 1 | 1  | 1  | 0  |
| 3    | Sport        | 3   | 3 | 1 | 0 | 2 | 2  | 3  | -1 |
| 4    | Auto Esporte | 1   | 3 | 0 | 1 | 2 | 2  | 4  | -2 |

| Confrontos      | ALE | AUT | CSP | SPT |
| --------------- | --- | --- | --- | --- |
| Alecrim         | —   | 2–1 | 1–0 | 1–0 |
| Auto Esporte-PB |     | —   | 0–0 |     |
| CSP             |     |     | —   |     |
| Sport           |     | 2–1 | 0–1 | —   |

|  |                                           |
|  | Zona de classificação para a próxima fase |
|  | Eliminados                                |

### Grupo B
| Pos. | Equipes     | Pts | J | V | E | D | GP | GC | SG |
| ---- | ----------- | --- | - | - | - | - | -- | -- | -- |
| 1    | Ferroviário | 7   | 3 | 2 | 1 | 0 | 4  | 1  | 3  |
| 2    | Vitória     | 4   | 3 | 1 | 1 | 1 | 6  | 6  | 0  |
| 3    | ABC         | 3   | 3 | 1 | 2 | 0 | 5  | 4  | 1  |
| 4    | Ceará       | 2   | 3 | 0 | 2 | 1 | 2  | 6  | -4 |

| Confrontos  | ABC | CEA | FER | VIT |
| ----------- | --- | --- | --- | --- |
| ABC         | —   | 4–0 | 0–1 | 1–3 |
| Ceará       |     | —   |     | 2–2 |
| Ferroviário |     | 0–0 | —   | 3–1 |
| Vitória     |     |     |     | —   |

|  |                                           |
|  | Zona de classificação para a próxima fase |
|  | Eliminados                                |

### Grupo C
| Pos. | Equipes             | Pts | J | V | E | D | GP | GC | SG |
| ---- | ------------------- | --- | - | - | - | - | -- | -- | -- |
| 1    | América de Natal    | 7   | 3 | 2 | 1 | 0 | 10 | 1  | 9  |
| 2    | Santa Cruz          | 7   | 3 | 2 | 1 | 0 | 6  | 1  | 5  |
| 3    | Currais Novos       | 1   | 3 | 0 | 1 | 2 | 0  | 5  | -5 |
| 4    | Centenário Parelhas | 1   | 3 | 0 | 1 | 2 | 0  | 9  | -9 |

| Confrontos          | AME | CNV | CEC | STC |
| ------------------- | --- | --- | --- | --- |
| América de Natal    | —   | 4–0 | 5–0 | 1–1 |
| Currais Novos       |     | —   |     |     |
| Centenário Parelhas |     | 0–0 | —   | 0–4 |
| Santa Cruz          |     | 1–0 |     | —   |

|  |                                           |
|  | Zona de classificação para a próxima fase |
|  | Eliminados                                |

### Grupo D
| Pos. | Equipes               | Pts | J | V | E | D | GP | GC | SG |
| ---- | --------------------- | --- | - | - | - | - | -- | -- | -- |
| 1    | Fluminense            | 5   | 3 | 1 | 2 | 0 | 6  | 2  | 4  |
| 2    | Potiguar de Mossoró   | 5   | 3 | 1 | 2 | 0 | 4  | 3  | 1  |
| 3    | Náutico               | 4   | 3 | 1 | 1 | 1 | 6  | 5  | 1  |
| 4    | Palmeira de Goianinha | 1   | 3 | 0 | 2 | 1 | 9  | 3  | -6 |

| Confrontos          | FLU | NAU | PAL | POT |
| ------------------- | --- | --- | --- | --- |
| Fluminense          | —   |     |     |     |
| Náutico             | 1–1 | —   | 4–2 |     |
| Palmeira            | 0–4 |     | —   |     |
| Potiguar de Mossoró | 1–1 | 2–1 | 1–1 | —   |

|  |                                           |
|  | Zona de classificação para a próxima fase |
|  | Eliminados                                |

## Segunda Fase

### Tabela
|  | Quartas de final | Quartas de final    | Quartas de final |                        |       | Semifinal              | Semifinal | Semifinal |  |  | Final | Final | Final |  |
|  |                  |                     |                  |                        |       |                        |           |           |  |  |       |       |       |  |
|  | A1               | Alecrim             | 1                |                        |       |                        |           |           |  |  |       |       |       |  |
|  | A1               | Alecrim             | 1                |                        |       |                        |           |           |  |  |       |       |       |  |
|  | B2               | Vitória             | 0                |                        |       |                        |           |           |  |  |       |       |       |  |
|  | B2               | Vitória             | 0                |                        | A1    | Alecrim (pen)          | 1 (5)     |           |  |  |       |       |       |  |
|  |                  |                     |                  |                        | A1    | Alecrim (pen)          | 1 (5)     |           |  |  |       |       |       |  |
|  |                  |                     | B1               | Ferroviário            | 1 (4) |                        |           |           |  |  |       |       |       |  |
|  | A2               | CSP                 | B1               | Ferroviário            | 1 (4) | 0                      |           |           |  |  |       |       |       |  |
|  | A2               | CSP                 |                  |                        |       |                        |           |           |  |  |       |       |       |  |
|  | B1               | Ferroviário         | 5                |                        |       |                        |           |           |  |  |       |       |       |  |
|  | B1               | Ferroviário         | 5                |                        | A1    | Alecrim                | 0 (4)     |           |  |  |       |       |       |  |
|  |                  |                     |                  |                        |       |                        |           |           |  |  |       |       |       |  |
|  |                  |                     | C1               | América de Natal (pen) | 0 (5) |                        |           |           |  |  |       |       |       |  |
|  | C1               | América de Natal    | C1               | América de Natal (pen) | 0 (5) | 3                      |           |           |  |  |       |       |       |  |
|  | C1               | América de Natal    |                  |                        |       |                        |           |           |  |  |       |       |       |  |
|  | D2               | Potiguar de Mossoró | 0                |                        |       |                        |           |           |  |  |       |       |       |  |
|  | D2               | Potiguar de Mossoró | 0                |                        | C1    | América de Natal (pen) | 1 (5)     |           |  |  |       |       |       |  |
|  |                  |                     |                  |                        | C1    | América de Natal (pen) | 1 (5)     |           |  |  |       |       |       |  |
|  |                  |                     | D1               | Fluminense             | 1 (4) |                        |           |           |  |  |       |       |       |  |
|  | C2               | Santa Cruz          | D1               | Fluminense             | 1 (4) | 0                      |           |           |  |  |       |       |       |  |
|  | C2               | Santa Cruz          |                  |                        |       |                        |           |           |  |  |       |       |       |  |
|  | D1               | Fluminense          | 3                |                        |       |                        |           |           |  |  |       |       |       |  |

### Quartas-de-final
Jogo único
| 13 de Outubro de 2013 | Alecrim             | 1 – 0 | Vitória | Ninho do Piriquito, São Gonçalo do Amarante |
| 16:00                 | Willian Carioca 68' |       |         | Árbitro: BRA Caio Max Augusto Vieira        |

| 13 de Outubro de 2013 | CSP | 0 – 5 | Ferroviário                                       | Ninho do Piriquito, São Gonçalo do Amarante |
| 18:00                 |     |       | Vagno Pereira 18', 35' · Éder 24', 73' · Mota 80' | Árbitro: BRA Andrielly Elkeit de Oliveira   |

| 20 de Outubro de 2013 | América de Natal                            | 3 – 0 | Potiguar de Mossoró | Ninho do Piriquito, São Gonçalo do Amarante |
| 16:00                 | Laércio 41' · Chiquinho 72' · Rivaldo 90+3' |       |                     | Árbitro: BRA Flávio Roberto Sales de Lima   |

| 20 de Outubro de 2013 | Santa Cruz | 0 – 3 | Fluminense                                                | Ninho do Piriquito, São Gonçalo do Amarante |
| 18:00                 |            |       | Zé lucas 74' · Gustavo Scarpa 82' · Jefferson Renan 90+2' | Árbitro: BRA Lenilson de Lima               |

### Semifinais
Jogo único
| 05 de Novembro de 2013 | Alecrim         | 1 – 1 | Ferroviário   | Ninho do Piriquito, São Gonçalo do Amarante |
| 19:00                  | Ruy Cabeção 57' |       | Jack Chan 50' | Árbitro: BRA Lenilson da Lima               |

|                                                    |       | Penalidades                                                |  |
| Ruy Cabeção Gilmar Juninho Bahia Diego Mipibú Rico | 5 – 4 | Michel Éder Júnior Carvalho Anderson Seffrin Vagno Pereira |  |

| 05 de Novembro de 2013 | América de Natal | 1 – 1 | Fluminense           | Ninho do Piriquito, São Gonçalo do Amarante  |
| 21:00                  | Tiago Adan 58'   |       | Gustavo Scarpa 90+1' | Árbitro: BRA Suelson Diogenes de F. Medeiros |

|                                                |       | Penalidades                                                  |  |
| Chiquinho Thiago Gláucio Matheus Felipe Macena | 5 – 4 | Marlon Gustavo Scarpa Denilson Matheus Leiria Marlon Freitas |  |

### Final
| 08 de Novembro de 2013 | Alecrim | 0 – 0 | América de Natal | Ninho do Piriquito, São Gonçalo do Amarante |
| 20:00                  |         |       |                  | Árbitro: BRA Flávio Roberto Sales de Lima   |

|                                                       |       | Penalidades                                                 |  |
| Ruy Cabeção Gilmar Willian Carioca Paulinho Pedro Ivo | 4 – 5 | Chiquinho Gaúcho Chiquinho Zé Antônio Gláucio Felipe Macena |  |

## Premiação
| 1ª Copa Ecohouse |
| ---------------- |
| América de Natal |